# Comunità di pratica
Le comunità di pratica e di apprendimento sono gruppi sociali aventi l'obiettivo di produrre conoscenza organizzata e di qualità, alla quale ogni membro ha libero accesso. In queste comunità, gli individui mirano a un apprendimento continuo attraverso la consapevolezza delle proprie conoscenze e di quelle degli altri.
Di solito, all'interno della comunità, non esiste una gerarchia esplicita, i ruoli vengono assunti in base alle competenze ed ai bisogni degli individui.

## Concetti di base
L'espressione "comunità di pratica" (Community of practice) compare agli inizi degli anni Novanta del Novecento, a opera di Étienne Wenger, ma la sua origine è molto più lontana nel tempo, basti pensare alle botteghe artigiane.
Il fine della comunità è il miglioramento collettivo. Chi aderisca a questo tipo di organizzazione mira a un modello di intelligenza condivisa, non esistono spazi privati o individuali, in quanto tutti condividono tutto. Chi ha conoscenza e la tiene per sé è come se non l'avesse. Le comunità di pratica tendono all'eccellenza, a scambiarsi reciprocamente ciò che di meglio produce ognuno dei collaboratori. Questo metodo costruttivista punta a costruire una conoscenza collettiva condivisa, un modo di vivere, lavorare e studiare, una concezione che si differenzia notevolmente dalle società di tipo individualistico, dove prevale la competizione. Le comunità di pratica sono "luoghi" in cui si sviluppa apprendimento, e ciò che cambia rispetto al passato è il modo e i mezzi per svilupparlo. La conoscenza diviene un mezzo per costruire collettivamente, seguendo il metodo del costruttivismo sociale. Da tale prospettiva scaturisce un apprendimento inteso come:
1. Creazione di significato: in una prospettiva di apprendimento permanente è significativa la nostra esperienza. L'esperienza diviene significativa quando si riflette su di essa, altrimenti è come una goccia d'acqua che scivola su un vetro, non lascia traccia alcuna. Tra i principali teorici dell'apprendimento permanente troviamo Kolb e Quaglino.
2. Sviluppo d'identità: apprendere è un processo che ci permette di interagire, partecipare, contribuire a definire un nostro spazio/ruolo in una comunità.
3. Appartenenza a una comunità: l'individuo per cambiare, riconoscersi o allontanarsi deve conoscere la propria comunità, identificarsi o meno in essa, apportando il proprio contributo.
4. Risultato di una pratica in una comunità: unione tra know-how e competenza.

## Le teorie di McLuhan
Fra i più importanti teorici delle comunità di pratica spicca, Marshall McLuhan. Nel suo testo,"Gli strumenti del comunicare", afferma: "nel regime della tecnologia elettrica il compito dell'uomo diventa quello di imparare e conoscere; tutte le forme di ricchezza derivano dallo spostamento d'informazione".
Secondo il mito greco dell'alfabeto, prima dell'arrivo di re Cadmo, la conoscenza e il potere erano monopolio sacerdotale, in quanto la scrittura prealfabetica, con i suoi innumerevoli segni, era difficile da apprendere.
Ripercorrendo a grandi passi le più importanti innovazioni nella diffusione del sapere, quali l'alfabeto (IX secolo a.C.), la stampa (XV secolo d.C.) e internet (XX secolo) si può affermare che oggi una buona parte della conoscenza è potenzialmente patrimonio di tutti e si costruisce con la collaborazione di ogni membro della società.
Secondo McLuhan già le lettere fonetiche ed i numeri, furono mezzi sufficienti per la frammentazione e la de-tribalizzazione dell'uomo. Con l'avvento della stampa, poi, avvenne un processo di separazione, o esplosione, delle funzioni mai avutosi in precedenza, che si sviluppò rapidamente a tutti i livelli e in tutti i settori. L'essenza formale della pressa tipografica, infatti, consiste “nella capacità di trasferire la conoscenza nella produzione meccanica con la frantumazione di qualsiasi processo in aspetti frammentari da calcolare in una sequenza lineare di parti mobili”. Conseguenze naturali del processo di separazione delle funzioni furono, inoltre, la separazione del pensiero dall'emozione e l'agire senza reagire.
Se la stampa nel XV secolo sfidò gli schemi collettivi dell'organizzazione medievale, oggi c'è una nuova sfida in atto: quella tra l'era elettrica con il nostro individualismo frammentato. Ed è proprio in questa era elettrica che trovano la loro giusta ed ovvia collocazione le comunità di pratica e di apprendimento, una cura, un vaccino contro l'egoismo e il profitto a tutti i costi. Nell'epoca odierna, infatti, tutti sono sempre e reciprocamente coinvolti, e i principi che ci sono stati imposti dalla stampa, ovvero il distacco e il non coinvolgimento, ormai sono diventati ostacoli da superare.
Viviamo in una società che oscilla tra individualismo e divisione dei ruoli, tra collaborazione e globalizzazione, tipici dell'era elettrica. Quelli che una volta erano fattori di velocizzazione, la specializzazione, la divisione del lavoro, la catena di montaggio, oggi sono stati messi in secondo piano dalla tecnologia elettrica; l'informazione si sposta alla stessa velocità dei segnali del nostro sistema nervoso. Con i jet e l'elettricità è possibile arrivare in poche ore ogni parte del globo.
La velocità elettrica riversa istantaneamente e continuamente sulle persone le preoccupazioni di altre persone La persona sta diventando nuovamente una figura tribale, la famiglia umana diventa di nuovo un'unica tribù, e, come sta accadendo nelle comunità di Pratica e di Apprendimento, si comprende sempre più, l'importanza del collaborare con i propri simili.

## Applicazioni del concetto
Oggi sono molte le iniziative che vedono nel lavoro di gruppo l'essenza stessa della conoscenza.
Tra le più importanti ricordiamo i wiki, ovvero dei siti web che permettono ad ogni utilizzatore di aggiungere contenuti, come nei forum, ma anche di modificare i contenuti esistenti inseriti da altri utilizzatori. Il Portland Pattern Repository è stato il primo wiki in assoluto creato da Ward Cunningham nel 1995.

### Il web semantico e la comunità di pratica
Altra grande iniziativa da ricordare è il web semantico, che, nonostante tutti i suoi limiti, ha come obiettivo quello di organizzare il sapere e l'informazione depositati in rete secondo un'architettura dinamica e cooperativa, che rifletta una sorta di semantica collettiva. Con questo termine si intende infatti la trasformazione del World Wide Web in un ambiente virtuale dove sia possibile pubblicare non più solo documenti ma anche informazioni e dati, in un formato adatto all'interrogazione, all'interpretazione e, più in generale, all'elaborazione automatica.
Entrambe le iniziative sono però in una fase di sperimentazione dinamica, stanno cercando di mettere un po' di ordine nel caos del web attuale per facilitare, con l'aiuto di tutti, la diffusione del sapere, indispensabile, anche ambiguamente, in un'epoca sempre più concentrata sulla messa in valore della conoscenza individuale e collettiva.

## Comunità di pratica fenomeno sociale
Le comunità di pratica condividono interessi e problematiche, per collaborare, promuovere, discutere e confrontarsi su questioni correlate ai diversi interessi dei componenti. Si tratta di gruppi sociali, cioè insiemi di persone che interagiscono in modo ordinato, sulla base di aspettative condivise, con status e ruoli interrelati, che si organizzano sia per il miglioramento collettivo che per apprendere, partendo dalle singole conoscenze degli individui che li compongono.
Ogni individuo contribuisce con le proprie competenze e la comunità di pratica tende a scambiarsi reciprocamente il meglio di ciò che viene prodotto dai collaboratori. Inoltre gli appartenenti condividono spesso una reciproca attrazione l'uno verso l'altro, ed ogni membro tende ad identificarsi con il gruppo di appartenenza.

### Étienne Wenger e le comunità di pratica
Tale sintesi è riferita al pensiero di Étienne Wenger, uno dei massimi esponenti delle teorie dell'apprendimento applicate nel settore delle comunità di pratica. La sua sintesi è uno strumento di partenza per una efficace riprogettazione delle organizzazioni orientate alla conoscenza.

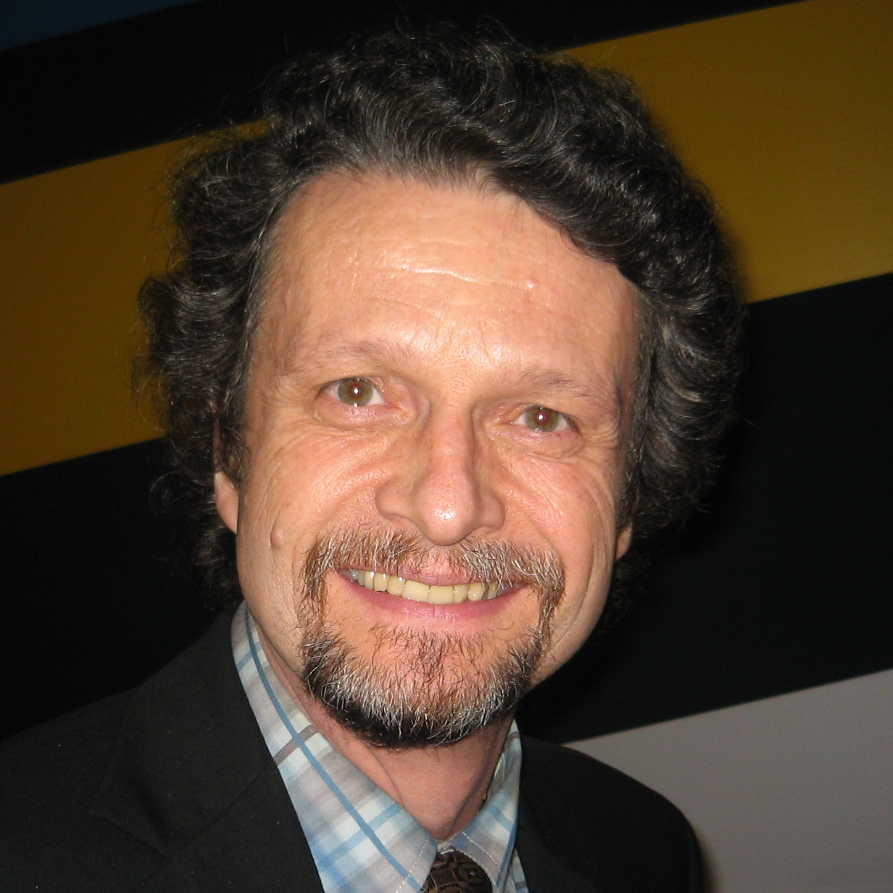
Étienne Wenger

Secondo Wenger la comunità di pratica è un sistema auto-organizzato che si sviluppa in tre dimensioni:
- Campi tematici: accomunano i membri ai quali partecipano e possono evolversi;
- Comunità: elemento che stimola alla condivisione di idee ed alle interazioni;
- Pratica: conoscenza specifica che viene condivisa e mantenuta.

Una comunità di pratica è composta da un gruppo di persone che condividono un interesse e un codice comuni. All'interno di questo gruppo è costante il concetto di il mutuo aiuto. Molte di queste caratteristiche fanno capire come tali comunità non possano essere imposte, in quanto le anima e le sostiene una motivazione intrinseca presente in ogni suo componente. Si fondano su conoscenze, abilità tecniche ma principalmente sul know how. Wenger identifica la Comunità di Pratica come una combinazione di elementi che devono interagire tra loro e non possono mancare:
- Il Cooperative Learning;
- Diversità e parzialità;
- Mutue relazioni.

Nella comunità di pratica si innesca una continua negoziazione di pratiche e di significati, poiché il percorso formazione/apprendimento diventa luogo di scambio e richiede maggiori azioni di vero e proprio negozio. Secondo Wenger per poter svolgere un compito in una comunità di pratica devono intervenire le seguenti fasi:
1. Reificazione: realizzazione del compito in modo collaborativo;
2. Partecipazione: attiva e collaborativa nonché paritaria e personalizzata;
3. Negoziazione di significati: riflessione del gruppo su quanto svolto.

In queste comunità ogni membro mette a disposizione due tipi di conoscenza: esplicita e tacita. La conoscenza tacita o conoscenza implicita è "…ciò che si conosce, ma non si esprime perché non si può o sarebbe inutile farlo: possiamo conoscere più di quanto possiamo esprimere…”. È del 1963 l'idea, secondo il Becker, che solo l'apprendimento emergente dalla conoscenza pratica e da situazioni reali può essere efficace, e, insieme a conoscenze, abilità e capacità, si può trasformare in apprendimento dell'esperto.

### Knowledge management, o gestione della conoscenza
Altri che si occuparono di conoscenza tacita furono Nonaka e Takeuchi, nel 1995, che suddivisero il processo della conoscenza in quattro fasi:
1. Socializzazione: condivisione della conoscenza tacita tra persone che hanno esperienze comuni nello stesso contesto.
2. Esteriorizzazione: espressione della conoscenza tacita attraverso forme esplicite, è il momento in cui la conoscenza tacita viene messa a disposizione degli altri.
3. Combinazione: organizzazione della conoscenza diventata oramai esplicita.
4. Interiorizzazione: trasformazione della conoscenza esplicita nuovamente in conoscenza tacita, arricchendo la persona e capitalizzando le conoscenze.

Questo modello rappresenta la struttura del Knowledge Management.
Va poi ricordato Donald Schön, che si è occupato di apprendimento individuale e collettivo. Pone al centro della sua attenzione il professionista riflessivo, cioè una persona che problematizza l'azione, riflette, analizza, dà senso alla propria pratica quotidiana, sviluppando una competenza importantissima: imparare a imparare.
Dopo le prime esperienze condotte preso la Xerox Corporation di Palo Alto sui propri dipendenti, con la collaborazione dell'Institute for Research on Learning (IRL), Brown e Gary (1995) sottolineano che le comunità di pratica sono contraddistinte da: "... piccoli gruppi di persone che lavorano insieme durante un periodo di tempo... svolgono la stessa funzione... collaborano allo sviluppo di un lavoro comune. Fanno questo agendo alla pari, e ciò che li tiene uniti è la comune percezione di avere ciascuno l'esigenza di sapere ciò che gli altri sanno".
Le comunità di pratica così intese sono capaci di produrre apprendimento, costruire significati e sviluppare aspetti sociali identitari. Queste comunità intendono la collaborazione, sia in rete che non in rete, come nucleo fondante dell'apprendimento fra individui, basato sulla condivisione delle esperienze, sull'individuazione delle pratiche migliori e sull'aiuto reciproco nell'affrontare i problemi quotidiani.
Tale forma di apprendimento è fondamentalmente un fenomeno sociale. L'individuo accresce le proprie conoscenze attraverso le comunità sociali a cui partecipa. La scuola, ambiente di apprendimento per eccellenza, è tale solo per chi la riconosce, e di conseguenza la vive, come comunità sociale.

## Memoria comunitaria
Il principale problema delle comunità di pratica è quello di poter disporre e mantenere un adeguato archivio delle conoscenze condivise. Occorre lasciare traccia di quanto viene sviluppato in termini di nuova conoscenza, costituendo la cosiddetta memoria comunitaria, cioè il risultato tra quanto viene reperito nel corso delle ricerche e quanto viene selezionato perché ritenuto utile dai singoli soggetti che compongono il gruppo. Reperire informazioni e materiale formale in rete e informale è relativamente facile, ma renderlo fruibile in modo efficace ai componenti della comunità è un compito assai arduo, che soltanto la strutturazione e l'organizzazione, oltre che i buoni prodotti di supporto software, possono consentire. Attenzione particolare dovrebbe essere posta alla tendenza ad aggiungere materiali e nuovi link verso nuove risorse che, purtroppo, non agevola la manutenzione e porta ad una minor consistenza del materiale raccolto ed elaborato in precedenza.

## Comunità di pratica in rete
Dalla nascita di Internet a oggi numerose innovazioni hanno coinvolto e trasformato la società, il mondo lavorativo e scolastico. Marc Prensky, nel suo articolo del 2001, “Digital Natives, Digital Immigrants” , sostiene che il Web 2.0, i Social network, ed il social web hanno prodotto sia un cambiamento nell'utilizzo delle reti che nei confronti degli studenti di oggi, il quali pensano e processano le informazioni in maniera profondamente diversa rispetto alle generazioni precedenti di studenti, in quanto nati nell'era digitale, ed essere costantemente abituati ad usare gli strumenti digitali di comunicazione.
La rapidità con la quale si è sviluppata la rivoluzione nella comunicazione è forse il motivo principale che ha portato disagio nel mondo della scuola. Non era capitato, all'epoca dell'invenzione della scrittura, che insegnanti che non sapevano scrivere si fossero trovati in classe studenti abituati a farlo, né, dopo l'introduzione della stampa, che insegnanti non abituati ai libri si trovassero di fronte studenti in confidenza con essi fin da piccoli. Oggi invece succede che studenti abituati a cercare su Internet, a comunicare con Skype, a chattare in Messenger, a condividere su YouTube, abbiano insegnanti che ignorano questi ambienti. Le esperienze di apprendimento partono dal presupposto che gli utilizzatori siano consapevoli delle potenzialità offerte dalla tecnologia e siano in grado di utilizzare le risorse da essa offerte. Ma non è così oggi nella scuola, come nel mondo del lavoro.
Se da una parte le comunità di pratica hanno fatto ricorso all'ICT, sia in contesto aziendale che accademico per archiviare le informazioni necessarie, è altrettanto vero che dall'altra parte dette comunità non hanno potuto prescindere dall'incontro diretto tra le varie persone in presenza. Se allarghiamo la comunità estendendole oltre la possibilità dell'incontro fisico, attraverso l'uso delle potenzialità messe a disposizione dell'ICT e facendola diventare virtuale, possiamo affrontare questa tematica introducendo il concetto di comunità di pratica in rete (reti di pratica) e valutare se esse mantengano le stesse caratteristiche di quelle di origine. Nella seguente tabella si contrappongono le differenze che Nichani e Hung (2002) ritengono che intercorrano tra le due tipologie di comunità.
| Comunità di pratica                                                               | Reti di pratica                                                                  |
| --------------------------------------------------------------------------------- | -------------------------------------------------------------------------------- |
| I membri s'incontrano in presenza                                                 | I membri non si conoscono di persona                                             |
| Sono gruppi strettamente connessi all'interno dell'organizzazione di appartenenza | Sono gruppi blandamente connessi all'interno dell'organizzazione di appartenenza |
| Forte reciprocità ma scarsa distribuzione geografica                              | Debole reciprocità con ampia distribuzione geografica                            |
| Flussi di conoscenze principalmente diretti, sia impliciti che espliciti          | Flussi di conoscenze indirette, mediati dalle tecnologie di tipo esplicito       |

Ma ciò che appare più importante è rispondere alla domanda: possono esistere le comunità di pratica virtuale? Secondo le ricerche del 2001 di Cohen e Prusak, considerando i differenti livelli di partecipazione e di contributo dei singoli membri, sono stati isolati alcuni fattori che hanno effetto sulle interconnessioni attive (relazioni) tra le persone che vanno a determinare il capitale sociale della comunità: la fiducia, la confidenza, la comprensione reciproca, la condivisione di valori e di atteggiamenti che consolidano i membri di una rete sociale e che rendono possibile le azioni cooperative. Gli stessi autori definiscono:
- Il trust[21] come il collante che lega i membri: se è elevato, la conoscenza fluisce regolarmente, se è basso, il flusso della conoscenza è inibito. Il buon livello organizzativo interno gioca un ruolo cruciale sui comportamenti e sul livello di apprendimento;
- Il collegamento attraverso lo spazio e il tempo come elementi chiave che influiscono sul capitale sociale. È stato ampiamente dimostrato che le migliori idee prendono corpo attraverso contatti sociali casuali tra gruppi differenti della stessa organizzazione (una sorta di serendipity).

Ora va considerato che per sviluppare buoni livelli di trust, o fiducia, occorre una lunga condivisione di esperienze comuni e che l'ufficio virtuale, il posto di lavoro in ogni luogo, diminuisce detto livello, in quanto nel rapporto virtuale manca uno spazio fisico di condivisione.

## Gestione e coordinamento di una comunità online
Malcolm Gladwell (2000) analizza i fattori che determinano un tipping point (picco) che rappresenta un punto di svolta, un cambiamento improvviso in un evento sociale, e li definisce epidemie sociali:
- I fattori contagianti - messaggi pubblicitari, voci, effetti tam-tam;
- Il potere del contesto - influenza degli ambienti frequentati;
- La legge dei pochi - le poche persone che fanno la differenza, senza dubbio il principale fattore nell'analisi dell'influenza che le persone hanno nel mantenere attiva una comunità di pratica. Gadwell distingue queste persone capaci di fare la differenza in chi favorisce:

1. I collegamenti interpersonali - persone che, per caratteristiche intrinseche, godono di straordinaria capacità di contattare e fare amicizia, in grado di sviluppare e consolidare reti sociali, abili nel proseguire i rapporti e presenti in più contesti sociali;
2. L'accesso all'informazione - persone che sono in grado di distribuire informazioni agli altri motivate dalla sola soddisfazione di farlo, attirando l'attenzione;
3. Le decisioni - persone che fanno rompere gli indugi in presenza di situazioni di indecisione e che sanno raggiungere chi non è convinto, riuscendo a fargli accettare il cambiamento.

Queste figure sono in grado di far sì che un'idea o un concetto possa essere diffuso ed accettato all'interno dell'organizzazione. Considerati tali aspetti, si può ritenere che possano essere efficaci anche in una comunità di rete agendo online? Secondo Cohen e Prusak (2001) sembrerebbe che l'online funzioni meglio se costituisce una complementarità rispetto a qualcosa costituito solidamente offline, cioè in presenza.

## Dinamiche di gruppo
Con l'espressione dinamica di gruppo si indica l'evolversi delle relazioni nel gruppo. Lo psicologo sociale Bruce Tuckman propose già nel 1965 un modello di evoluzione della vita di gruppo che consiste in cinque fasi sequenziali:
- Formazione (forming). I membri del gruppo si orientano e comprendono quale debba essere il comportamento nei riguardi del coordinatore e degli altri membri.
- Conflitto (storming). Si sviluppa un clima di ostilità verso gli altri membri del gruppo e/o verso il leader, soprattutto per l'incertezza dovuta a mancanza di direttive e di sostegno psicologico, per la mancanza di strutturazione e per la resistenza alla struttura. Si sviluppa una resistenza emotiva di fronte alle esigenze del compito da svolgere come espressione della propria indisponibilità.
- Strutturazione (norming). I membri si accettano vicendevolmente, e si sviluppano delle norme di gruppo alle quali tutti si sentono impegnati.
- Attività (performing). I membri del gruppo accettano il loro ruolo e lavorano per raggiungere i fini preposti.
- Aggiornamento (adjourning). I membri del gruppo decidono una sospensione delle attività al fine di valutare il modus operandi e i risultati eventualmente ottenuti.

La coesione di gruppo definisce il livello di solidarietà fra i membri, ma anche la condivisione di norme e il relativo senso di appartenenza. Questa coesione è determinata anche da fattori emotivi.
Con l'espressione processi dinamici di gruppo ci si riferisce invece alle dinamiche relazionali ed affettive che hanno luogo nei gruppi terapeutici (il concetto è particolarmente usato in ambito Gruppo analitico).